# Shatadhanvan
Shatadhanvan hay Shatadhanus là vua của Đế quốc Maurya. Ông trị vì từ 195 đến 187 TCN. Theo Puranas, ông kế nhiệm Devavarman và trị vì 8 năm. Trong khoảng thời gian này, đế quốc mất một số phần lãnh thổ do các sự xâm lược. Ông được kế nhiệm bởi Brihadratha Maurya.